# 皇家砲兵博物館
51°29′38″N 0°4′15″E / 51.49389°N 0.07083°E

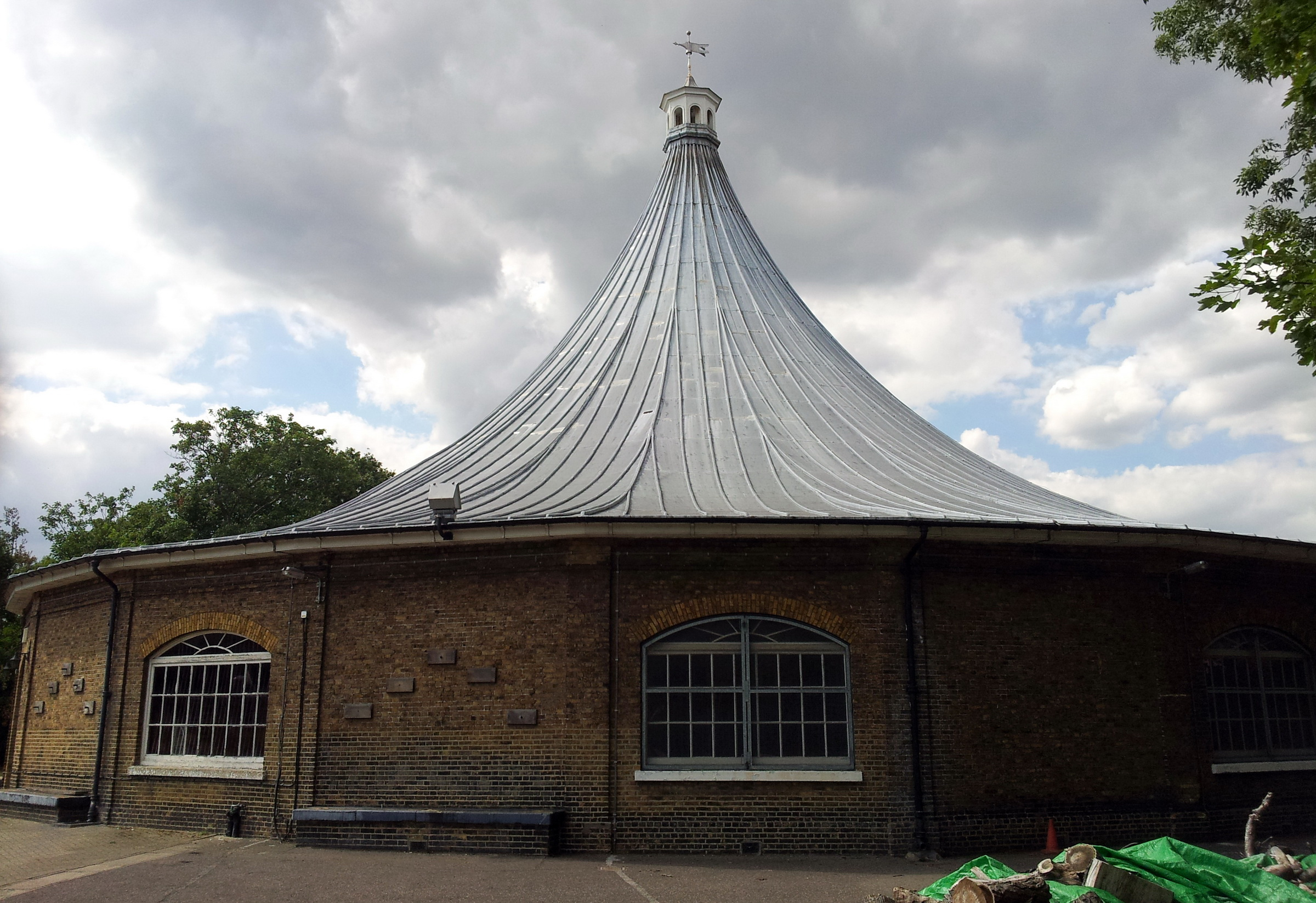

皇家砲兵博物館（Firepower: The Royal Artillery Museum）是位於英國倫敦東南部伍利奇的一座軍事博物館，展示有關皇家砲兵和皇家兵工廠的歷史。皇家砲兵博物館的展覽區使用了部分皇家兵工廠的建築，建築本身也是英國二級登錄建築。2001年，博物館搬至現址。

## 外部連結
- Firepower website （页面存档备份，存于）
- Royal Artillery website （页面存档备份，存于）